# Edmond Gustave Camus
Edmond Gustave Camus (París, 15 d'agost del 1852 – 22 d'agost del 1915) va ser un farmacèutic i botànic francès.

## Biografia
Estudià a la facultat de Farmàcia de París, on el 1874 esdevingué deixeble de Gaspard Adolphe Chatin (1813-1901), i de qui n'admirà les herboritzacions. Un cop titulat, es casà i obrí una farmàcia a París.
De petit, la seva família s'havia instal·lat a L'Isle-Adam, una població a una cinquantena de quilòmetres al nord de París, on es feien moltes espècies d'orquídies. Interessat per aquestes flors i la seva complexa taxonomia, es dedicà a recollir-les i dibuixar-les emprant el seu considerable talent artístic. Aquesta obra es culminà amb la publicació de l'Iconographie des Orchidées des Environs de París el 1885, un atles en tres parts. Les dues primeres contenien 52 dibuixos i la tercera setze, tots fets de la seva mà.
Més endavant, Edmond elaborà diversos llibres sobre orquídies europees. Comptà amb la col·laboració de les seves filles Blanche i Aimée (botànica i molt bona dibuixant) en la part anatòmica, i dels també botànics Paul Bergon i Paul Henri Lecomte que tingueren cura de la part taxonòmica. El 1908 tancà la farmàcia que tenia i decidí dedicar-se únicament a la investigació. Amb més de seixanta anys, Camus publicà Les Bambusees, dos volums que descriuen 485 bambús amb els dibuixos en tinta de 260 espècies.

## Espècies que classificà
D'entre les espècies d'orquídies que descrigué i classificà, se'n poden esmentar les següents hibridacions intergenèriques naturals:
- Ophrys apifera x Ophrys holoserica = Ophrys albertiana E.G.Camus 1891
- Anacamptis pyramidalis x Orchis ustulata = Anacamptorchis fallax. E.G.Camus 1892
- Cephalanthera damasonium x Cephalanthera longifolia = Cephalanthera schulzei E.G.Camus, Bergon & A.Camus 1908
- Aceras x Orchis = Orchiaceras E.G.Camus
- Aceras anthropophorum x Orchis mascula = Orchiaceras orphanidesii E.G.Camus 1908
- Anacamptis pyramidalis x Orchis fragans= Anacamptorchis simorrensis E.G.Camus 1908
- Coeloglossum viride x Dactylorhiza sambucina f. rubra = Dactyloglossum elongatum E.G.Camus 1908

En botànica se'l cita com a autoritat taxonòmica amb l'abreviatura E.G.Camus.

## Obres
- Camus, E.G.. Iconographie des Orchides des Environs de Paris.  París: s.n., 1885.
- Camus, E.G.. Catalogue des plantes de France, de Suisse et de Belgique.  París: Dupont-Lechevalier, 1888. «Visualització per capìtols solts». [Consulta: 9 maig 2013].
- Camus, E.G.; Camus, A. Plantes récoltées à Morcles (canton de Vaud) et à la montagne de Fully (Valais).  París: May et Motteroz, s.d.. Extret de Bulletin de la Société botanique de France XLI 1894
- Camus, A; Camus, E.G.. Classification de saules d'Europe et monographie des saules de France.  París: J.Mersch, 1904-5.
- Camus, E.G.; Camus, A. Atlas de la monographie des saules de France.  París: imp. de Monrocq, 1906.
- Camus, E.G.; Bergon, P.; Camus, A. Monographie des orchidées de l'Europe de l'Afrique septentrionale, de l'Asie Mineure et des provinces russes transcaspiennes.  París: J.Lechevalier, 1908. «PDF a Gallica». [Consulta: 9 maig 2013].
- Camus, E.G.; Camus, A. Florule de Saint-Tropez et de ses environs immédiats.  París: Paul Lechevalier, 1912. «PDF a Gallica». [Consulta: 9 maig 2013].
- Camus, E.G.. Les Bambusees.  París: s.n., 1913. (2 volúmens)
- Camus, E.G.; Camus, A; Lecomte, H. Iconographie des Orchidées d'Europe et du Bassin Méditerranéen.  París: P.Lechevalier, 1921-1929. «PDF a Digital Library». [Consulta: 9 maig 2013].
- Flore générale de l'Indo-Chine. Tome septième. Première partie, Eriocaulonacées à Graminées
  - Camus, E.G.; Camus, A. Graminées.  París: Masson et Cie, 1922-1923. (fascicles III a V)